# Rosario-Santa Fe de 1927
La 3ª edición de la Rosario-Santa Fe tuvo lugar el 9 de enero de 1927 y fue ganada por Cosme Saavedra. La prueba contaba con 210 kilómetros y el vencedor la finalizó en 7h 48'. Tomaron la salida 18 corredores.
En la carrera participaron destacados corredores argentinos entre los que se encontraba el conocido Cosme Saavedra quién aparecía como el candidato principal a imponerse en la carrera.
Desde el inicio de la competencia se rodó a un ritmo violento y fuerte y el clima soleado y caluroso hizo que la prueba fuera aún más dura. Al promediar la carrera el rigor del clima y la dureza del ritmo hizo que paulatinamente fueran abandonando algunos corredores.
A la altura de la localidad de Sauce Viejo quedaban solamente en la punta Cosme Saavedra con bicicleta "Musanco" y Edmundo Domowicz pilotando una bicicleta "Peugeot" seguidos por un pequeño pelotón a unos 300 metros más atrás.
Finalmente llegaron a la definición los mencionados ciclistas imponiéndose el más experimentado ciclista Cosme Saavedra.

## Clasificación final
|   | Ciclista                 | Equipo | Temps      |
| - | ------------------------ | ------ | ---------- |
| 1 | Cosme Saavedra           | Alcyon | 7h 48' 00" |
| 2 | Luciano Edmundo Domowicz | -      | +          |
| 3 | Arcadio Oliva            | -      | +          |
| 4 | Mario Argenta            | -      | +          |
| 5 | Antonío Bucca            | -      | +          |